# Кенийско-украинские отношения
Кенийско-украинские отношения являются двусторонними отношениями Кении и Украины.

## История
Кения признала Украину независимой страной 5 марта 1993 года, дипломатические отношения были установлены в тот же день. После избрания украинского президента Петра Порошенко президент Кении Ухуру Кениата поздравил его.

## Развитие сотрудничества
Торговые, экономические, военно-технические и культурные аспекты были определены в качестве ключевых областей сотрудничества.
В разгар аннексии Крыма министр иностранных дел Кении заявил, что Кения уважает территориальный суверенитет других, и что каждая страна должна делать то же самое. В то время она встречалась с послом Украины в Кении. Это могло быть намёком на то, что Кения рассматривала ситуацию в Крыму как оккупацию иностранным государством. Кения призвала все участвующие стороны разрешить кризис мирным путём.
С 2010 года правительство Украины приняло более 50 студентов из Кении для обучения на Украине.

## Торговля
В 2013 году Украина экспортировала товаров на сумму 13 миллиардов кенийских шиллингов (143 миллиона долларов США), Кения экспортировала товаров на сумму 925 миллионов шиллингов (10,1 миллиона долларов США).
Украина является крупным поставщиком оружия для сил обороны Кении. В 2008 году Кения купила 33 танка Т-72 советских времён из Украины, предполагалось, что Кения покупает их для правительства Южного Судана. Однако позже было доказано, что Кения интегрировала все танки в кенийскую армию.
Кения призывает украинских инвесторов рассмотреть возможность инвестирования в инфраструктуру, туризм, добычу полезных ископаемых и развивающийся нефтегазовый сектор.

## Дипломатические миссии
Посольство Кении в России аккредитовано на Украине. Кроме того, Украина имеет посольство в Найроби. Украинское посольство было открыто в 2004 году, и оно также аккредитовано в Танзании.